# (236305) Adamriess
(236305) Adamriess ist ein im inneren Hauptgürtel gelegener Asteroid. Er wurde von dem italienischen Amateurastronomen Vincenzo Silvano Casulli am 19. Januar 2006 am Observatorium im Ortsteil Vallemare (IAU-Code A55) der Gemeinde Borbona in der Provinz Rieti entdeckt. Sichtungen des Asteroiden hatte es schon vorher am 11. Dezember 2001 unter der vorläufigen Bezeichnung 2001 XS261 an der Lincoln Laboratory Experimental Test Site (ETS) in New Mexico gegeben.
Der Asteroid wurde am 22. April 2016 nach dem US-amerikanischen Astrophysiker Adam Riess (* 1969) benannt, der 2011 gemeinsam mit Saul Perlmutter und Brian P. Schmidt den Nobelpreis für Physik erhielt „für die Entdeckung der beschleunigten Expansion des Universums durch Beobachtungen weit entfernter Supernovae“. Nach Saul Perlmutter und Brian P. Schmidt wurden am selben Tag die ebenfalls von Vinzeno Silvano Casulli entdeckten Asteroiden (231265) Saulperlmutter und (233292) Brianschmidt benannt.